# Славјаносербски рејон
Славјаносербски рајон (укр. Слов’яносербський район, рус. Славяносербский район) је административни округ Луганске области у Украјини. Административни центар рејона је град Славјаносербск. Име је добиo по Славеносрбији, руској провинцији која је постојала између 1753. и 1764. године. Рајон је укинут 18. јула 2020. године као део административне реформе Украјине, којом је број округа Луганске области смањен на осам. Међутим, од 2014. године регион није под контролом украјинске владе већ је део Луганске Народне Републике (ЛНР) која га и даље користи као административну јединицу.
Последња процена броја становништва у рејону коју је известила украјинска влада, била је 48.102 (2020).

## Демографија
По попису Украјине у Славјаносербском рејону из 2001. године:

### Етничка припадност
- Украјинци: 65%
- Руси: 32,8%
- Белоруси: 0,7%

### Језик
- Руски: 61,72%
- Украјински: 37,54%